# Bombelli (Mondkrater)
Bombelli ist ein kleiner Einschlagkrater des Erdmondes im Hochland nördlich des Sinus Successus. Er ist im Wesentlichen kreisförmig mit einem leichten Vorsprung an der südsüdwestlichen Seite. Im Mittelpunkt des abfallenden inneren Walls liegt eine kleine Fläche, die etwa ein Viertel des Kraterdurchmessers umfasst.
Bombelli war als Apollonius T bekannt, ehe er 1976 durch die Internationale Astronomische Union (IAU) umbenannt wurde.